# Шумний
Шу́мний (рос. Шумный) — селище у складі Вяземського району Хабаровського краю, Росія. Адміністративний центр та єдиний населений пункт Шумнинського сільського поселення.

## Населення
Населення — 339 осіб (2010; 492 у 2002).
Національний склад (станом на 2002 рік):
- росіяни — 79 %